# Maison de la laïcité de Charleroi
La maison de la laïcité est un centre communautaire situé en rue de France à Charleroi en Belgique. Ce bâtiment a été construit en 1870 et abrite actuellement la maison de la laïcité de Charleroi. Le bâtiment est adjacent à l'Eden.

## Histoire

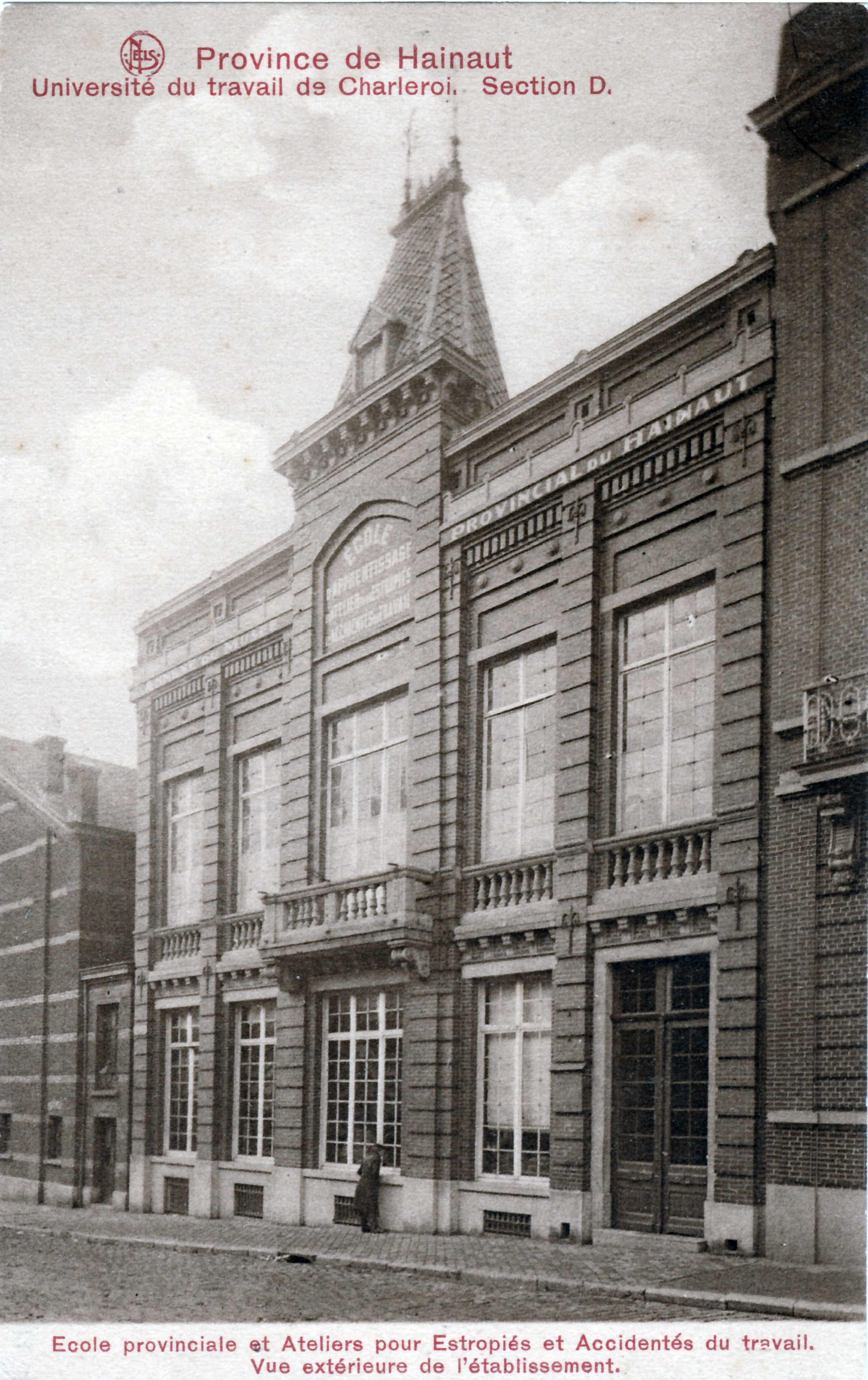
L'immeuble à l'époque où il était occupé par l'« école des Estropiés », école fondée par Paul Pastur en 1908.

Ce bâtiment est érigé vers la fin du XIXe siècle,. Au cours de ses différentes utilisations, il a subi une première rénovation dans les années 1990 par Lhoas & Lhoas et la récente par Réservoir A en 2018. Cette dernière intervention a reçu une mention dans la catégorie transversale 'Prix du Patrimoine' du Grand Prix D'Architecture de Wallonie 2019.
Avant de devenir le siège du "Temple de la science" en 1893, il abritait initialement des écoles catholiques. En 1908, il a été remis à la province du Hainaut et son usage a changé, devenant une école. Afin d'installer la maison de la laicité, la première intervention des architectes Lhaos & Lhaos au début des années 1990 a permis de restaurer le bâtiment dans sa disposition spatiale d'origine,.

## Architecture
L'intervention de l'atelier Lhoas&Lhoas dans les années 1990 a consisté en une recomposition spatiale qui a maintenu intact l'aspect extérieur de la façade. Le rez-de-chaussée est occupé par les bureaux des associations laïques, une cafétéria, une bibliothèque et des services. Le premier étage abrite une salle polyvalente d'une capacité de 200 personnes.
Le projet 2018 du cabinet d'architecture Réservoir A vise à rénover la salle polyvalente du 1er étage. Les architectes proposent une augmentation de l'utilisation polyvalente, une amélioration de l'acoustique et de l'accessibilité au PMR. La pièce maîtresse du projet est le plafond, qui devient le support d'un jeu de poutrelles et rails. Les rideaux qui la traversent deviennent des éléments d'organisation de l'espace et augmentent en même temps le confort acoustique. Pour installer ce dispositif, la structure est reconstruite et certaines poutres sont remplacées. De plus, la moquette est remplacée par une chape industrielle qui permet l'intégration de prises électriques et la conservation du chauffage au sol.

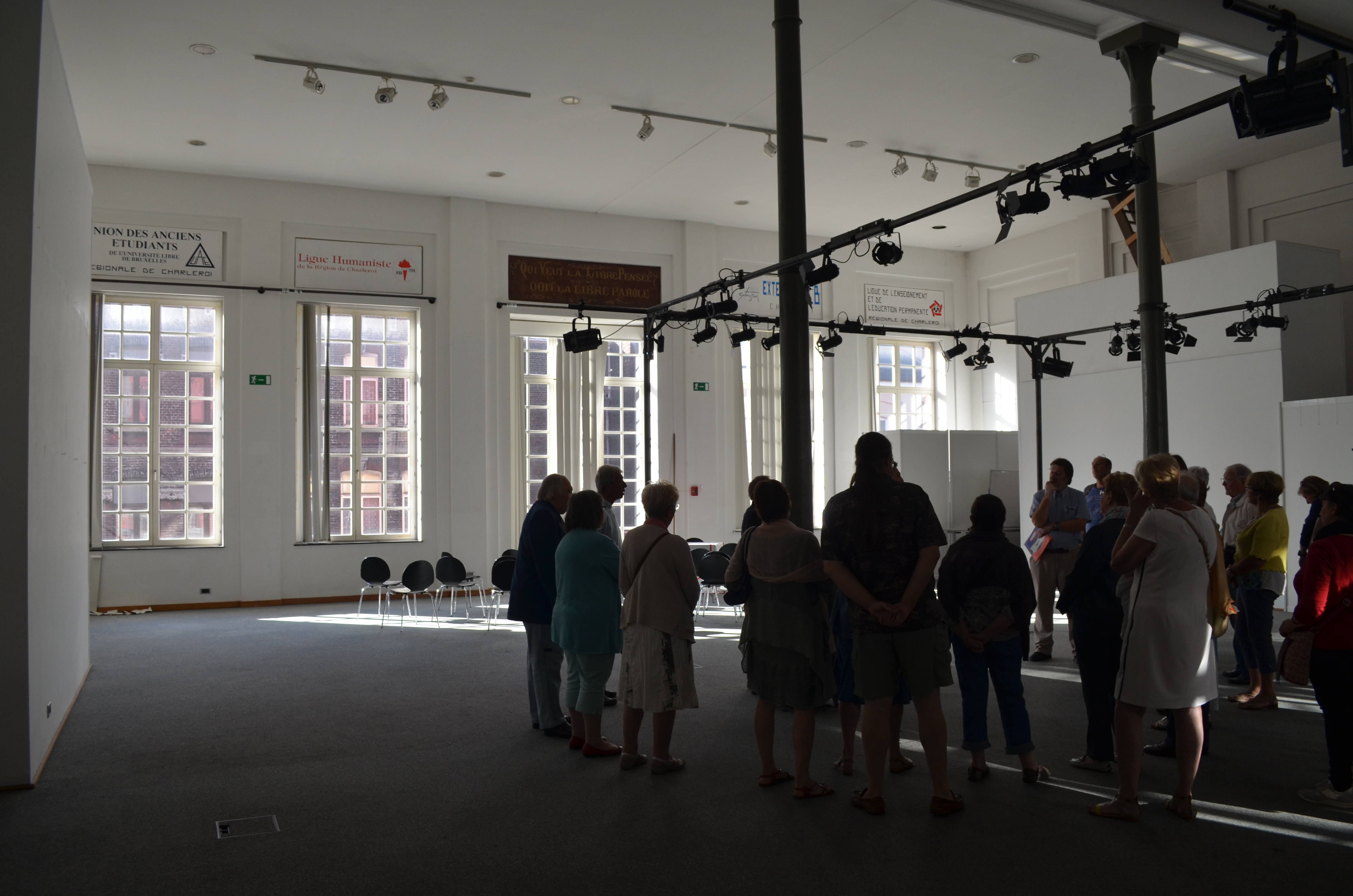
La salle polyvalente en 2016.
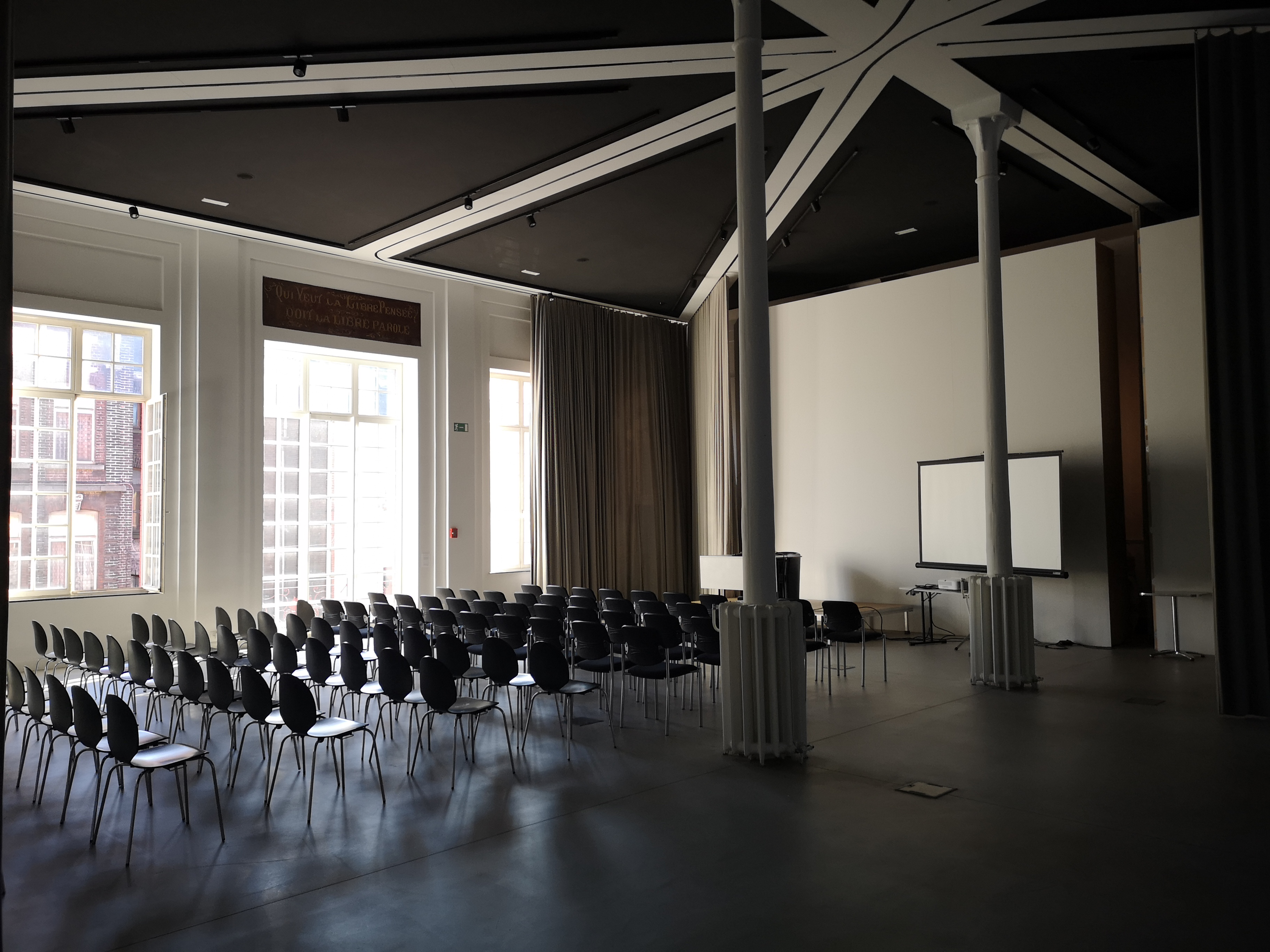
L'intervention de Reservoir A dans la salle polyvalente.
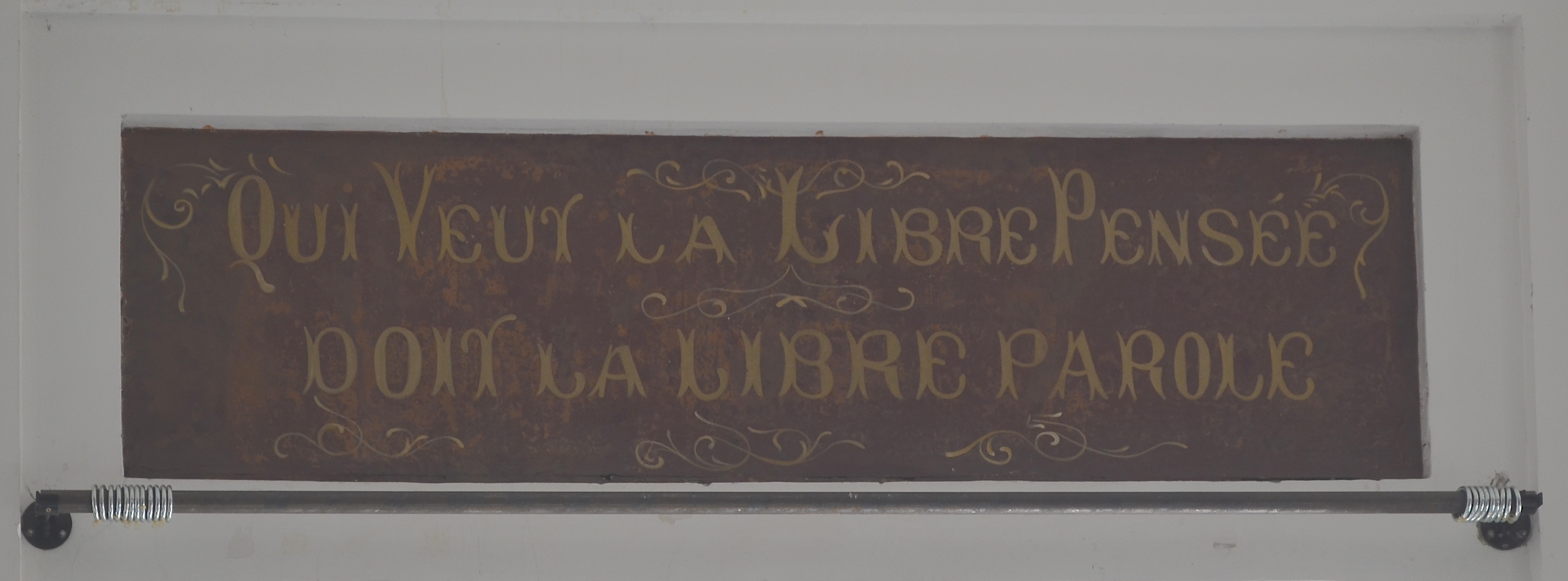
Détail de l'inscription dans la salle du 1er étage.